# Сапонара Маритима (Месина)
Сапонара Маритима је насеље у Италији у округу Месина, региону Сицилија.
Према процени из 2011. у насељу је живело 1594 становника. Насеље се налази на надморској висини од 43 м.